# Pem
Pem (* 18. Januar 1901 in Beeskow; † 24. April 1972 in London; bürgerlich Paul Marcus) war ein deutsch-britischer Journalist und Schriftsteller.

## Leben
Pem war der Sohn des Kaufmanns Wilhelm Marcus und der Hausfrau Sophie Marcus, geb. Hess. Beide Elternteile waren assimilierte Juden. Seine Kindheit und Schulzeit verlebte Pem zunächst in Beeskow; etwa 1911 zog die Familie in die Stadt Schöneberg bei Berlin um, wo sie sich im Bayerischen Viertel niederließ. Nach dem Besuch des Realgymnasiums in Schöneberg absolvierte Pem ab 1919 eine Banklehre und arbeitete anschließend mehrere Jahre lang als Bankbeamter. 1922 trat der Atheist aus dem Judentum aus.
Mitte der 1920er Jahre wandte sich Pem dem Journalismus zu. Anfangs zeichnete er seine Beiträge mit dem bürgerlichen Namen Paul Marcus; später bildete er aus dessen Anfangsbuchstaben sein Pseudonym Pem, bisweilen auch PEM geschrieben. Als freier Journalist mit den Themenschwerpunkten Film, Theater, Kabarett und Literatur schrieb Pem unter anderem für den Junggesellen, Berliner Börsen-Courier, Berliner Herold, Film-Kurier und schließlich ab 1929 für das 12 Uhr Blatt.
Im Jahr 1928 initiierte der Feuilletonist in Berlin die Gründung des kurzlebigen politisch-literarischen Kabaretts Die Unmöglichen, bei dem er auch selbst auf der Bühne stand. Texte steuerte neben anderen die Autorin Dinah Nelken bei.
Kurz nach dem Reichstagsbrand floh Pem im März 1933 über Prag nach Wien, wo er als Journalist für österreichische Zeitungen und für die deutschsprachige Exilpresse schrieb. In Wien gründete er im Mai 1936 seine Exil-Chronik Pem's Privat-Berichte (P.P.B.). Der wöchentliche Nachrichtenbrief informierte vor allem über den weiteren Karriereverlauf der aus NS-Deutschland geflohenen Schauspieler, Kabarettisten, Autoren und Regisseure und erreichte zeitweilig eine Auflage von 200 Exemplaren. Zu den in zahlreichen Ländern verstreut lebenden Abonnenten zählten Fritz Lang, Billy Wilder, Otto Preminger, Peter Lorre, Kurt Gerron, Erika Mann, Mischa Spoliansky, Hans Habe und Ruth Feiner. Bis zum Ausbruch des Zweiten Weltkriegs erschienen 173 P.P.B.-Ausgaben.
Im September 1936 verließ Pem Wien und reiste über Genf und Paris nach London. In der britischen Hauptstadt, seiner zweiten Exilstation, hielt er sich weiterhin mit der Herausgabe von P.P.B. und seiner Arbeit für die Exilpresse über Wasser. 1939 erschien sein erstes Buch, Strangers Everywhere, eine Sammlung von Emigrantenporträts, darunter die Schauspieler Leo Reuss, Lilli Palmer und Paul Graetz, die Schriftsteller Ödön von Horváth und Curt Riess, der Dichter Max Herrmann-Neiße und der Maler Fred Uhlmann. Im selben Jahr arbeitete Pem für ein paar Monate als London-Korrespondent für die US-Filmzeitschrift Hollywood Reporter.
Kurz nach Ausbruch des Zweiten Weltkriegs trat Pem 1940 freiwillig in die britische Armee ein, um sich im Pionier-Corps auf Seiten der Alliierten am Kampf gegen NS-Deutschland zu beteiligen. Nach rund zwei Jahren wurde er aus gesundheitlichen Gründen aus dem Dienst entlassen. Er setzte seine Arbeit für die Exilpresse fort und war außerdem in einer Anzeigenagentur tätig. In dieser Phase ging Pems 1939 geschlossene Ehe mit der nach Großbritannien geflohenen Österreicherin Sidonie Singer in die Brüche. Die Scheidung erfolgte 1945.
Nach dem Zweiten Weltkrieg blieb Pem in London, nahm 1947 die britische Staatsbürgerschaft an und heiratete 1950 die gebürtige Kölnerin Hildegard Heymansohn. Durch diese Heirat war Pem mit der deutsch-britischen Tänzerin Lotte Berk, geb. Heymansohn, verschwägert.
Von 1945 bis zu seinem Tod gab er Pem's Personal Bulletins (P.P.B.) heraus, eine Fortsetzung seiner sechs Jahre zuvor eingestellten Exil-Chronik, jetzt in englischer Sprache. Ferner belieferte er als Korrespondent eine Reihe deutschsprachiger Zeitungen, darunter Weltpresse in Wien, Aufbau in New York, AJR Information in London, Filmblätter in Berlin und Mannheimer Morgen. Pem besuchte häufig West-Berlin und die Bundesrepublik Deutschland, wo er Vorträge hielt und wo 1952 sein Buch Heimweh nach dem Kurfürstendamm erschien, eine Reminiszenz an die Goldenen Zwanziger Jahre in Berlin. Der Bestseller wurde 1962, 1986 und 2013 neu aufgelegt (2013 mit einem geänderten Titel). 1955 kam Pems drittes und letztes Buch, Und der Himmel hängt voller Geigen, auf den Markt, die Geschichte der Operette in der ersten Hälfte des 20. Jahrhunderts.
Pem starb am 24. April 1972 im Alter von 71 Jahren an Herzversagen in London. Er hinterließ seine zweite Ehefrau Hildegard. Beide Ehen waren kinderlos geblieben.

## Publikationen
- Strangers Everywhere, London 1939
- Heimweh nach dem Kurfürstendamm. Aus Berlins glanzvollsten Tagen und Nächten, Berlin 1952.
  - Neuauflage: Zwischen zwei Kriegen. Aus Berlins glanzvollsten Tagen und Nächten, mit einem Nachwort von Inka Bach, Transit Buchverlag, Berlin 2013, ISBN 9783887472900. Auszüge
- Und der Himmel hängt voller Geigen. Glanz und Zauber der Operette, Berlin 1955.